# Dinamarca no Festival Eurovisão da Canção
A Dinamarca participou no Festival Eurovisão da Canção, até ao momento, 53 vezes, estreando-se em 1957 e estando ausente de 1967 a 1978, em 1994, 1998 e em 2003.

## Galeria

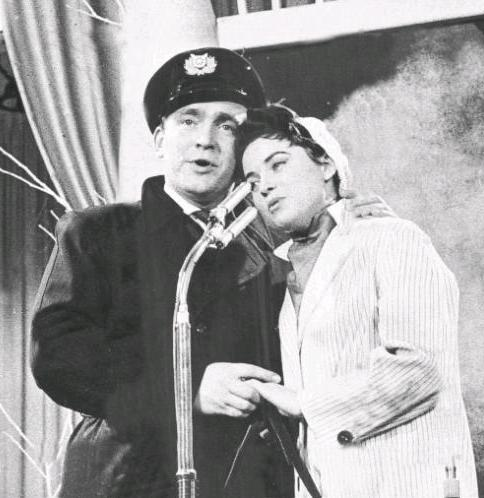
Birthe Wilke e Gustav Winckler em Frankfurt (1957)
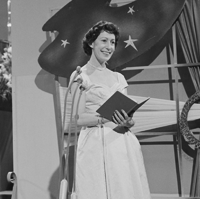
Raquel Rastenni em Hilversum (1958)
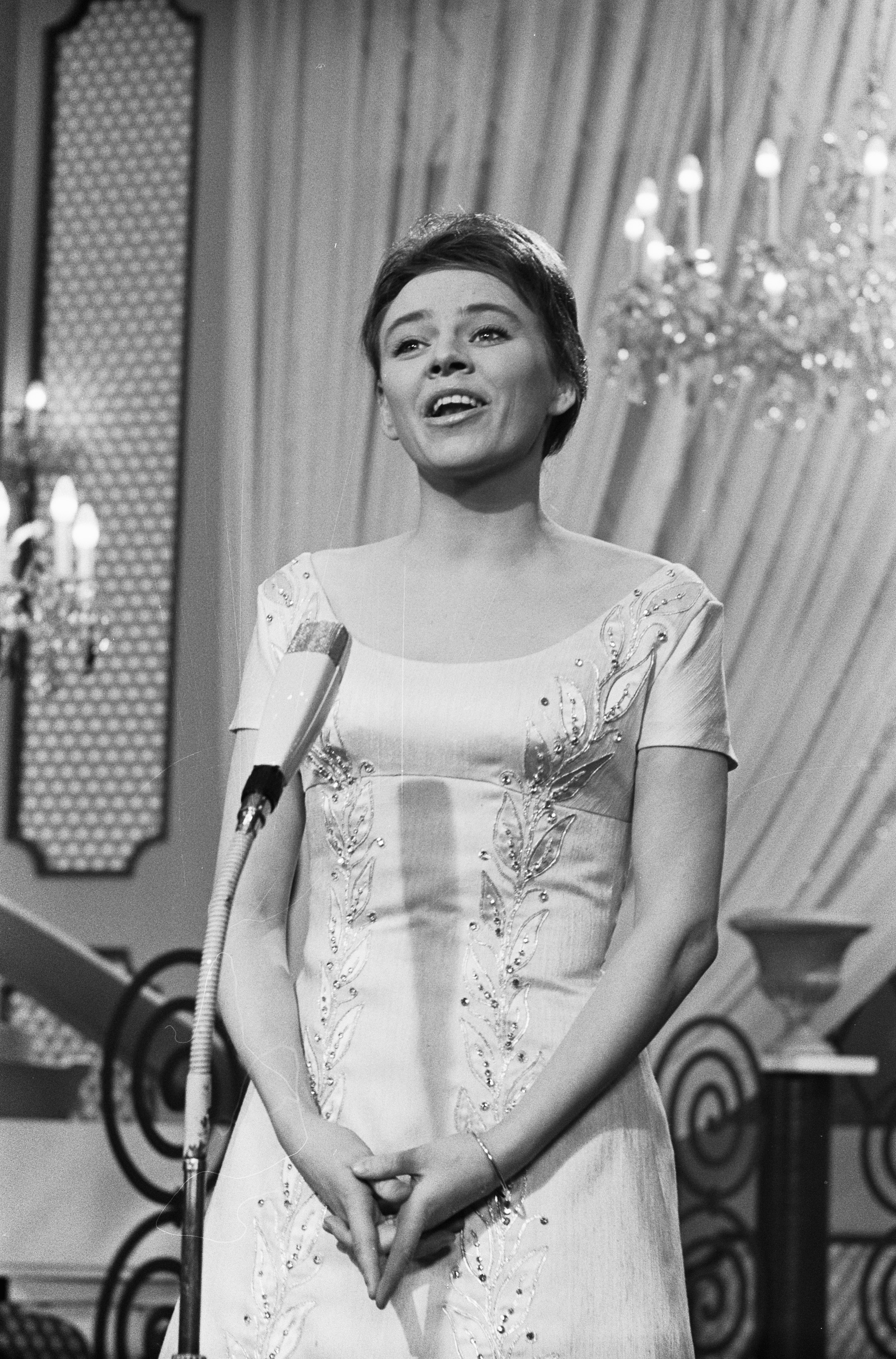
Ellen Winther em Luxemburgo (1962)
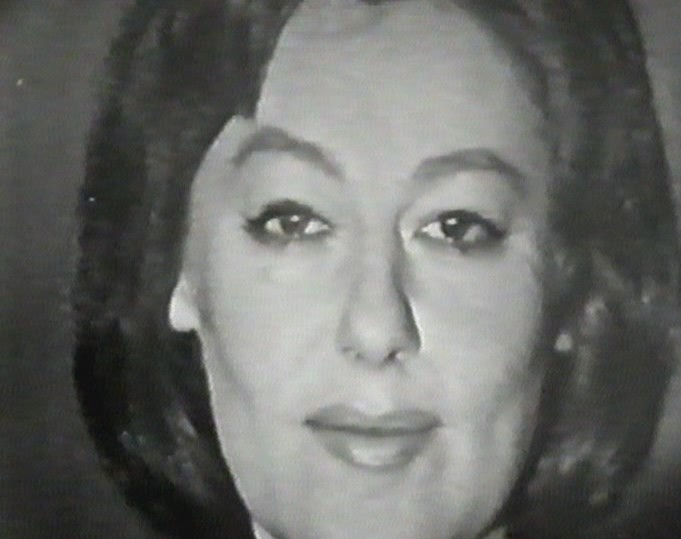
Birgit Brüel em Nápoles (1965)
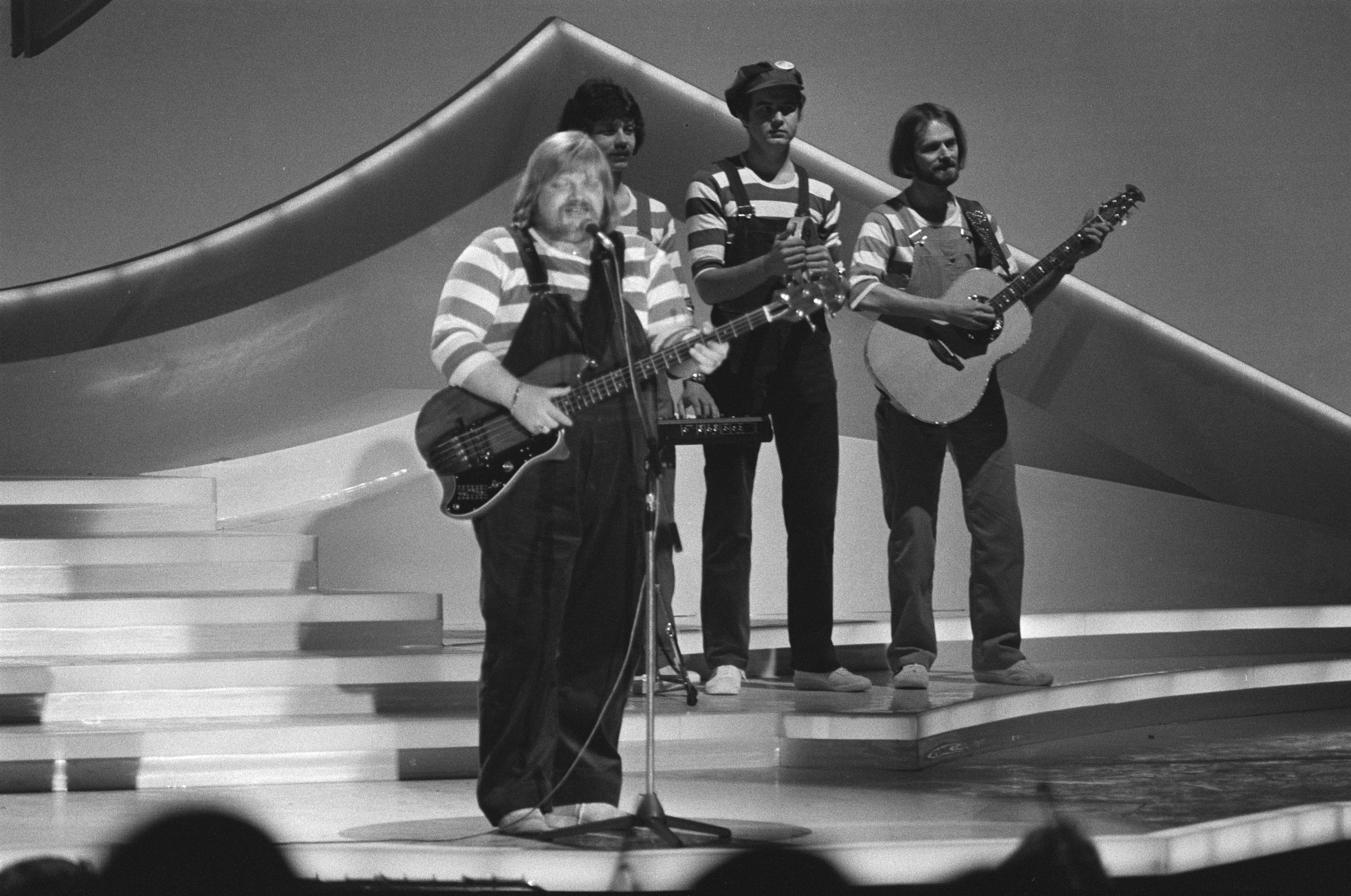
Bamses Venner em Haia (1980)
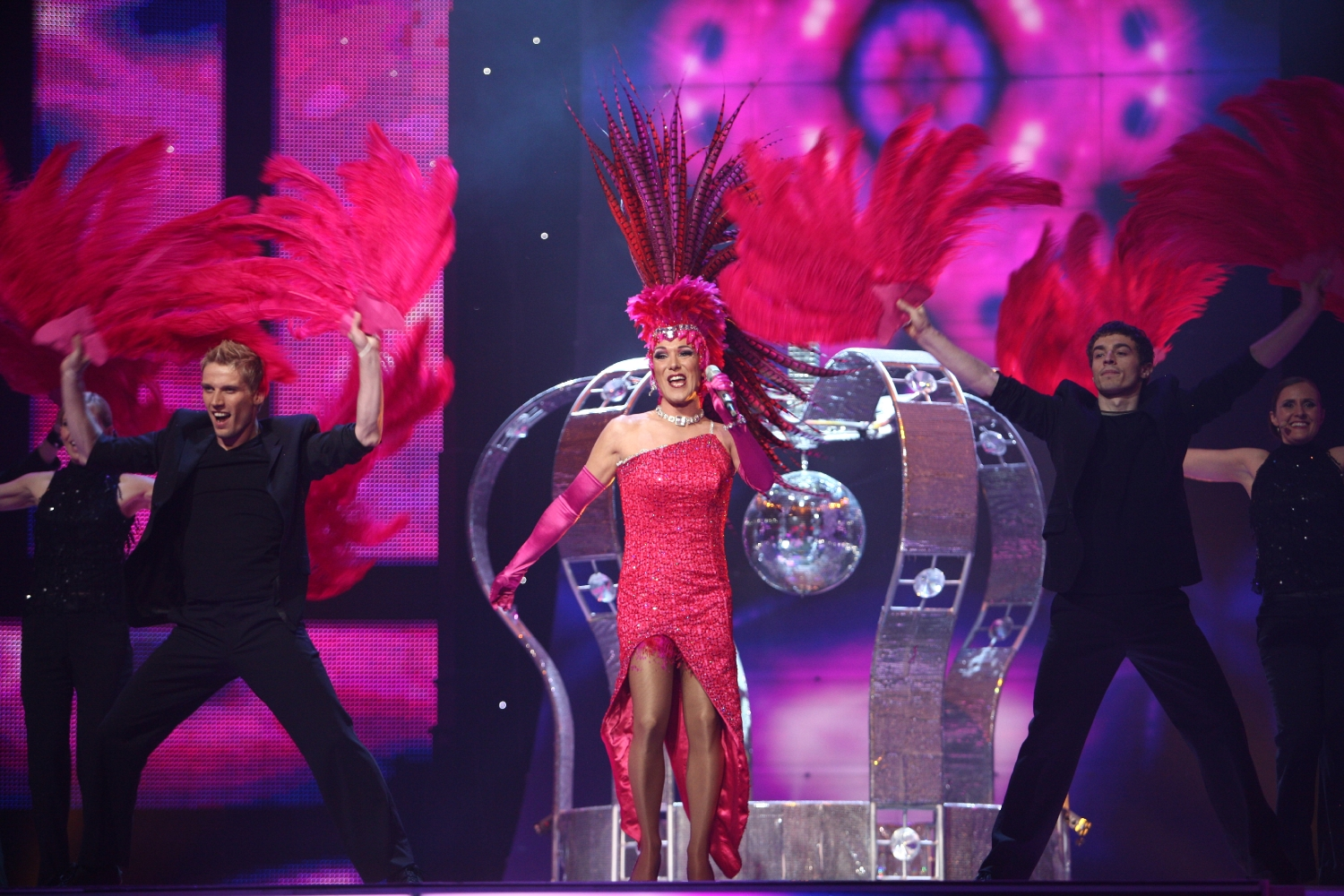
DQ em Helsínquia (2007)
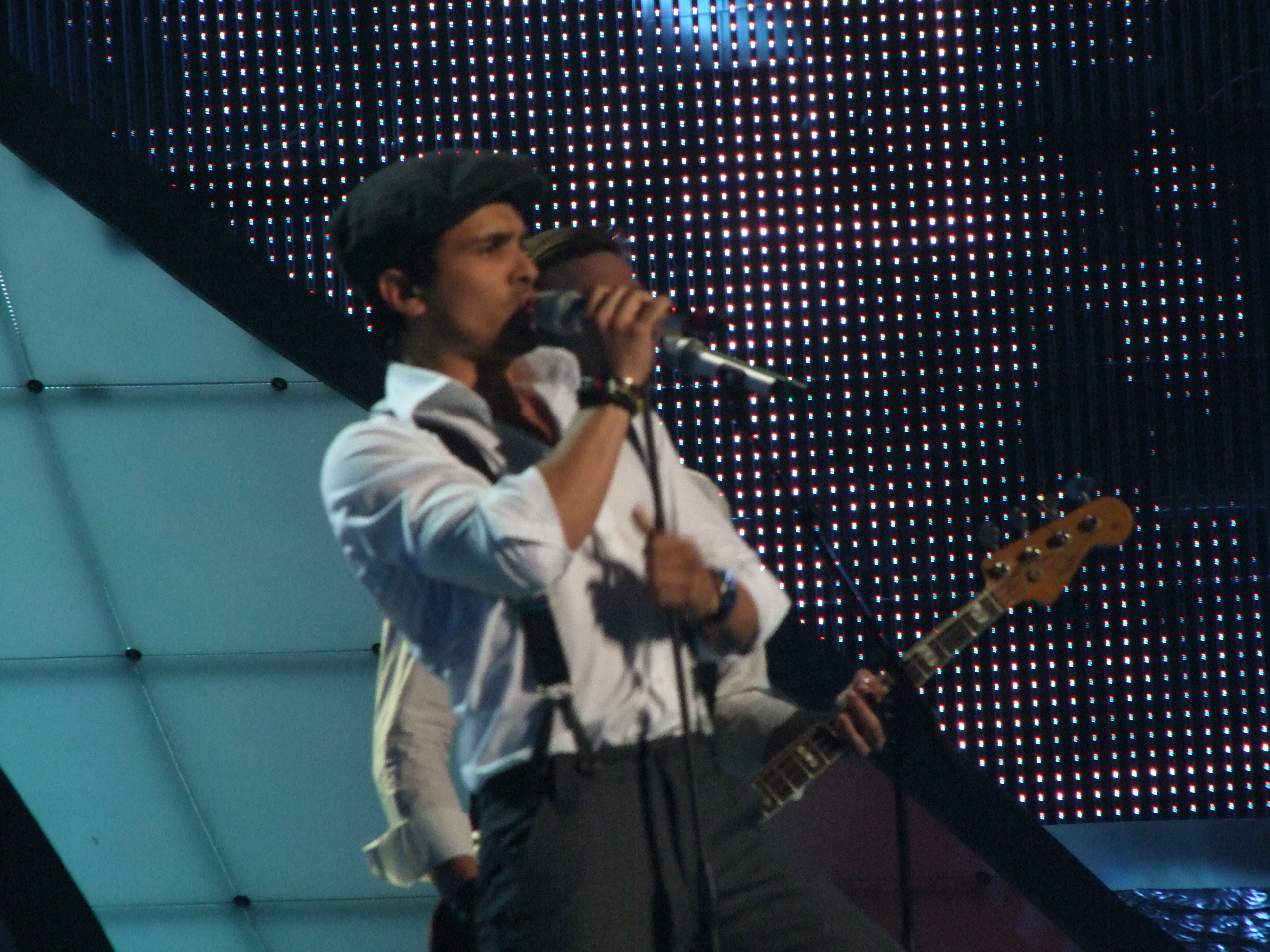
Simon Mathew em Belgrado (2008)
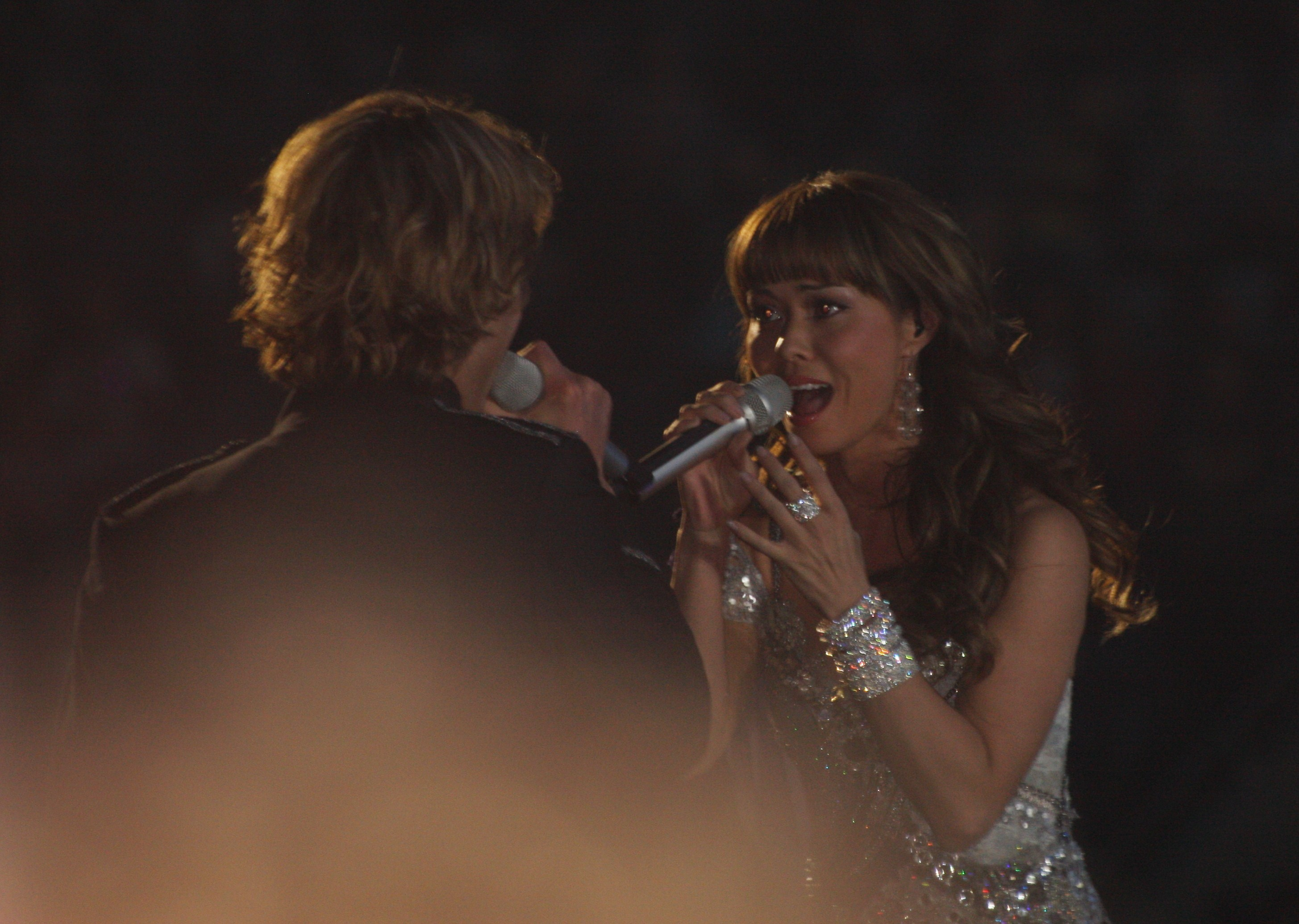
Chanée & N'evergreen em Oslo (2010)
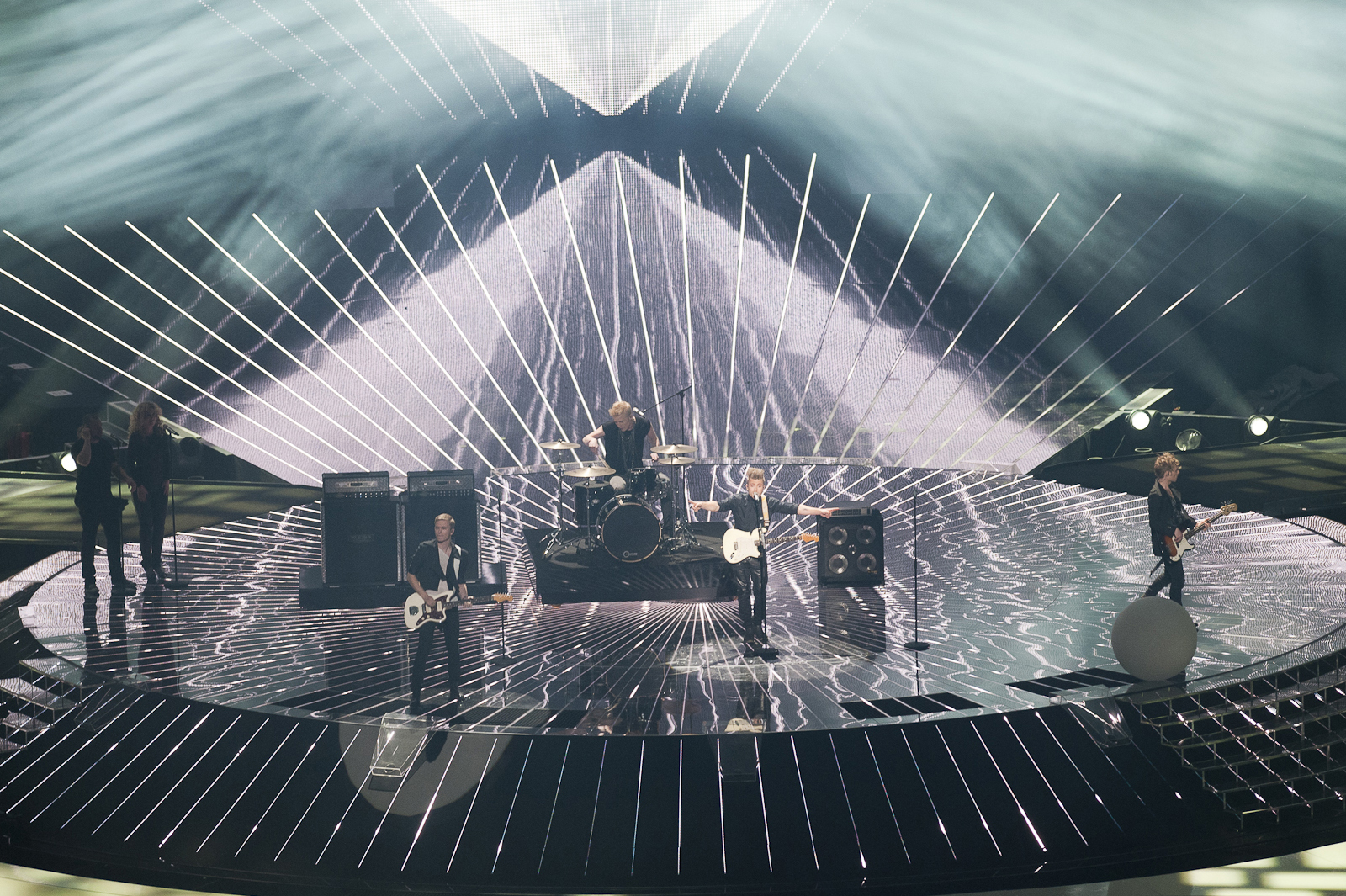
A Friend in London em Dusseldorf (2011)
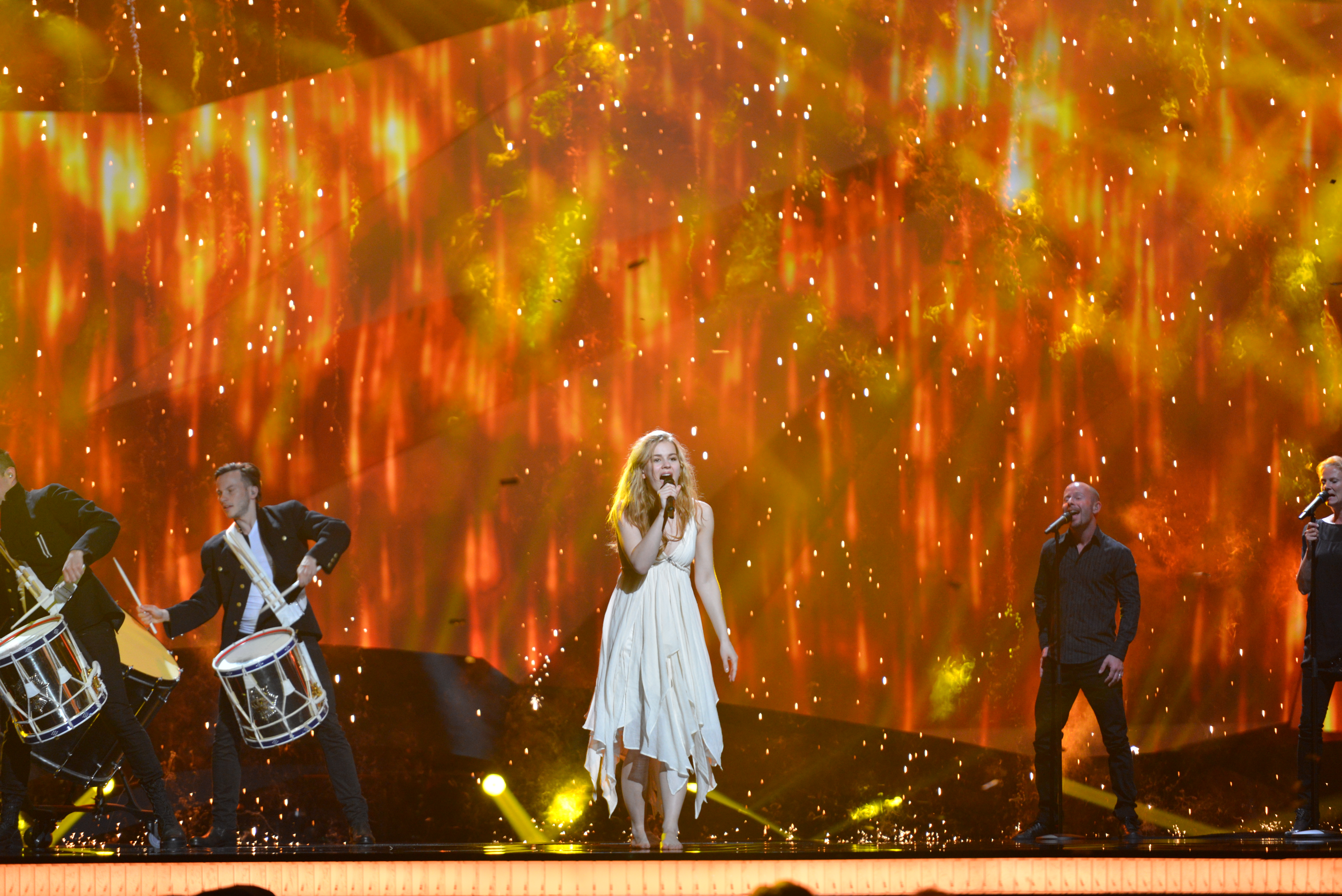
Emmelie de Forest em Malmö (2013)
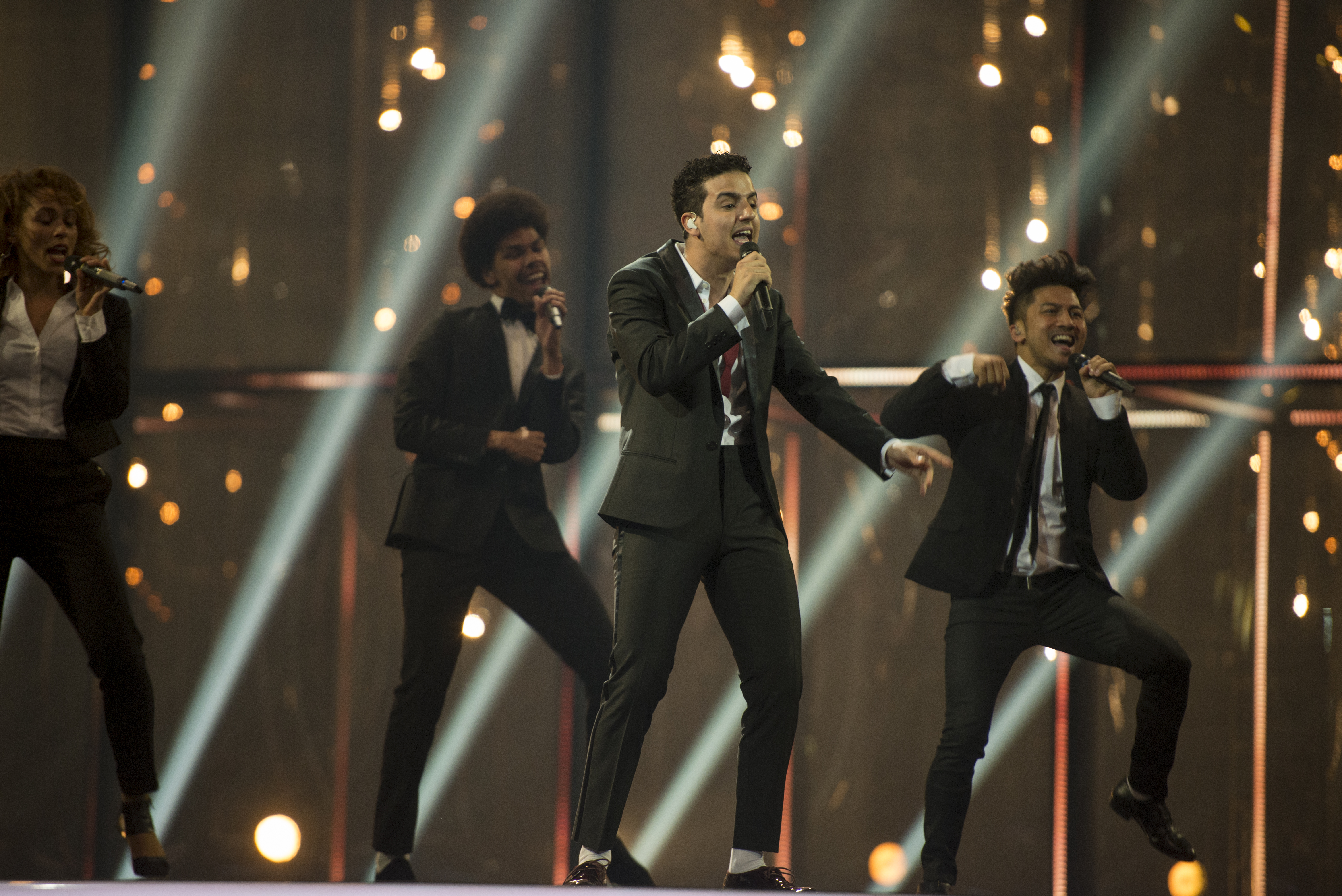
Basim em Copenhaga (2014)
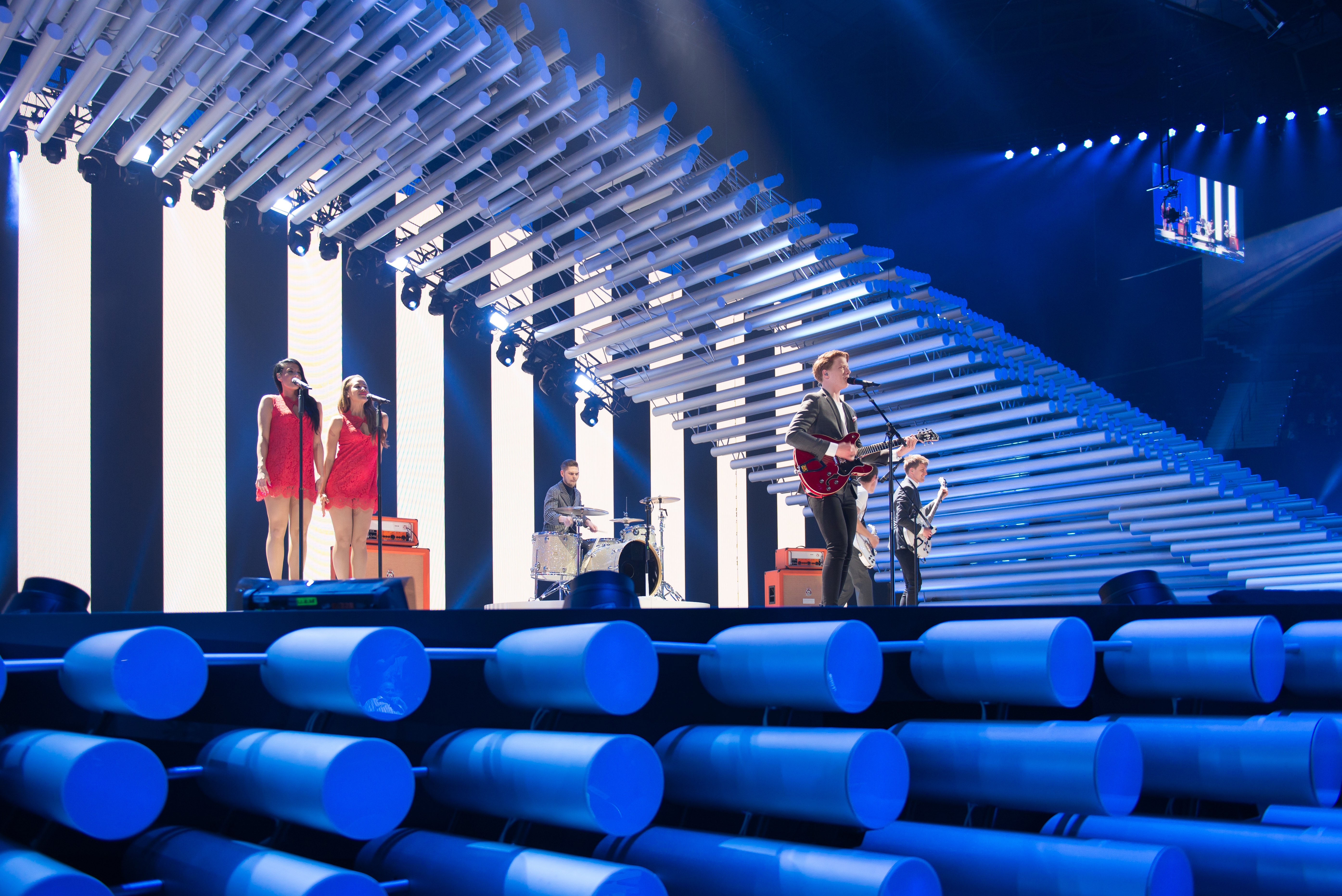
Anti Social Media em Viena (2015)
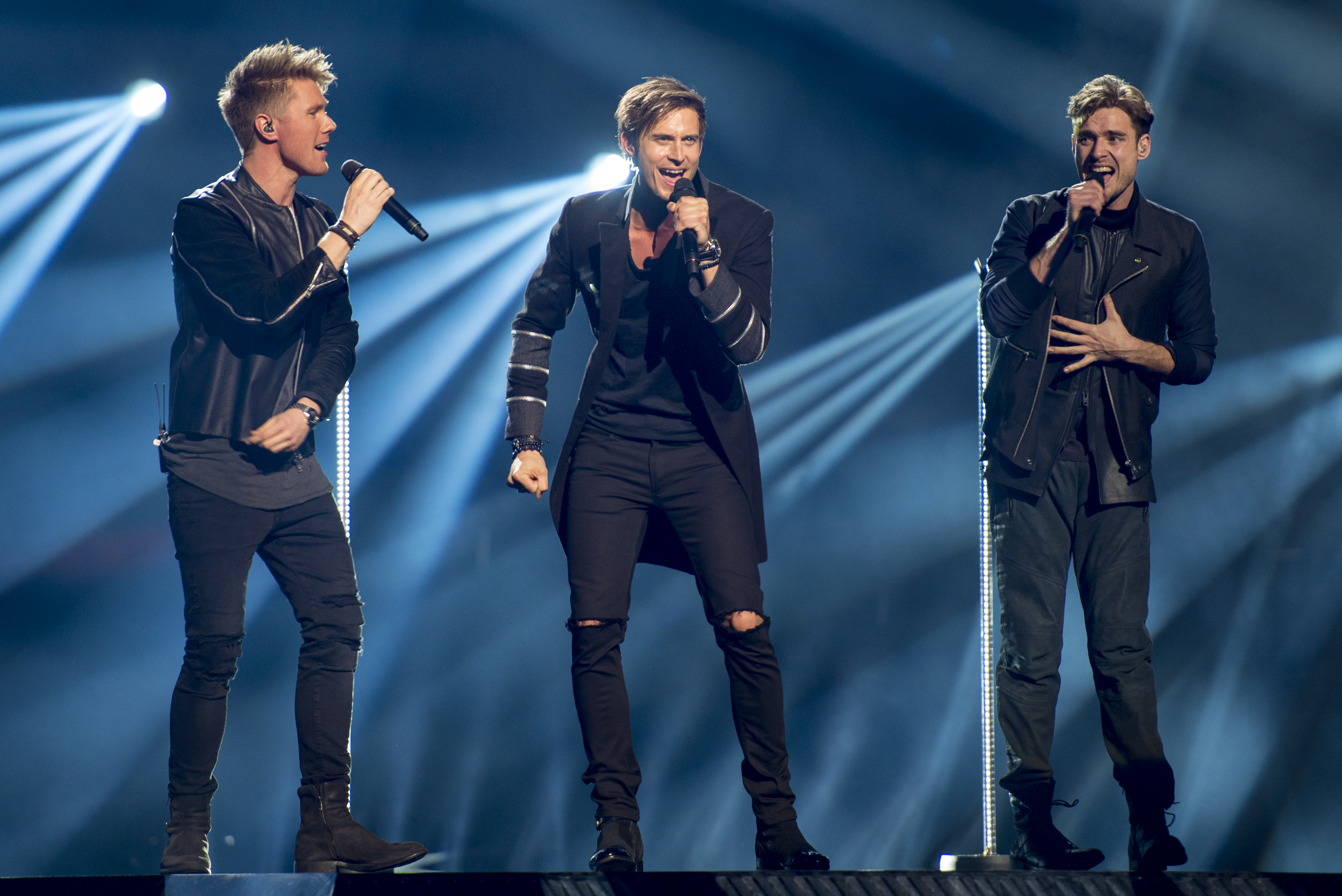
Lighthouse X em Estocolmo (2016)
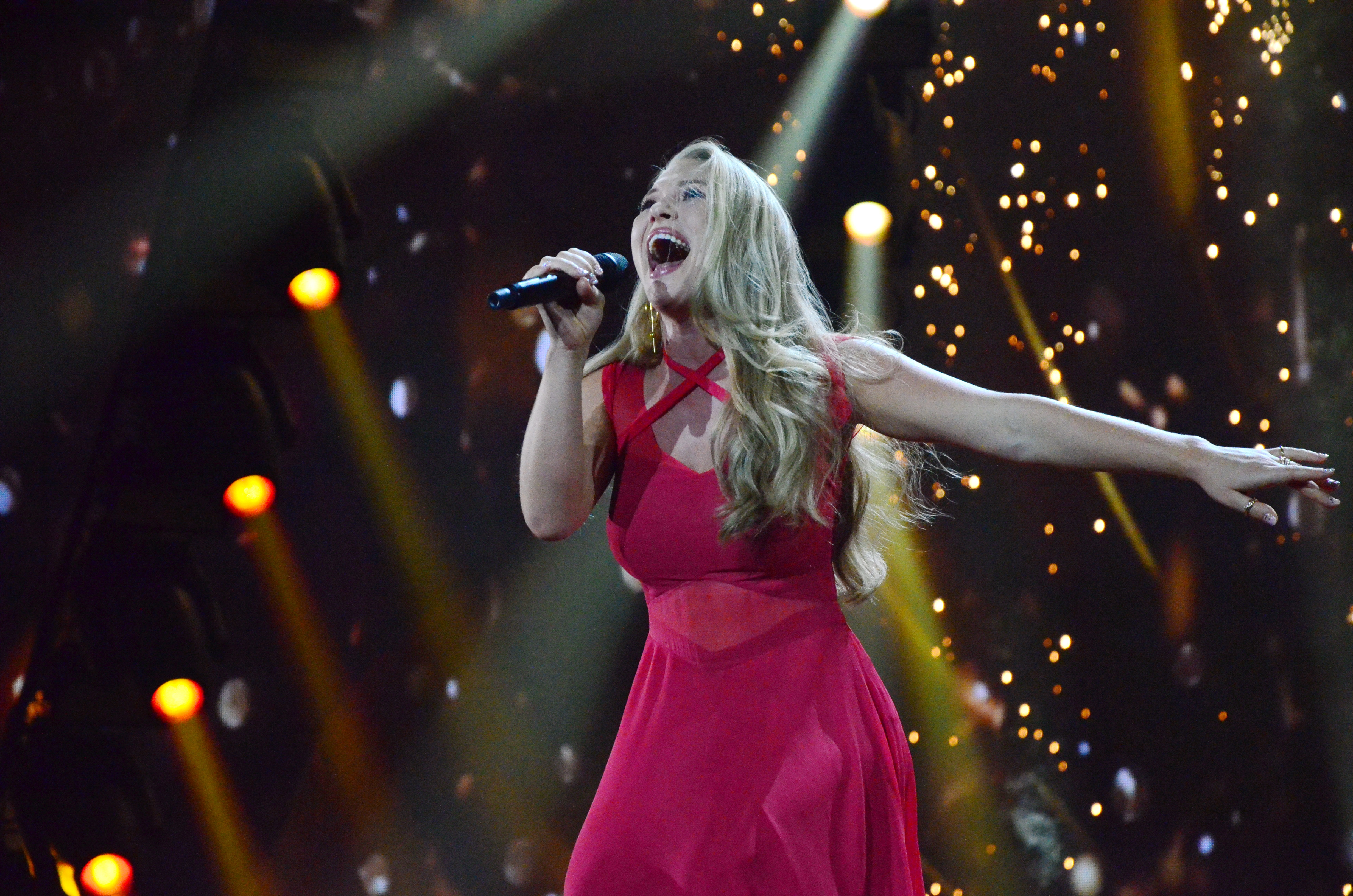
Anja Nissen em Kiev (2017)
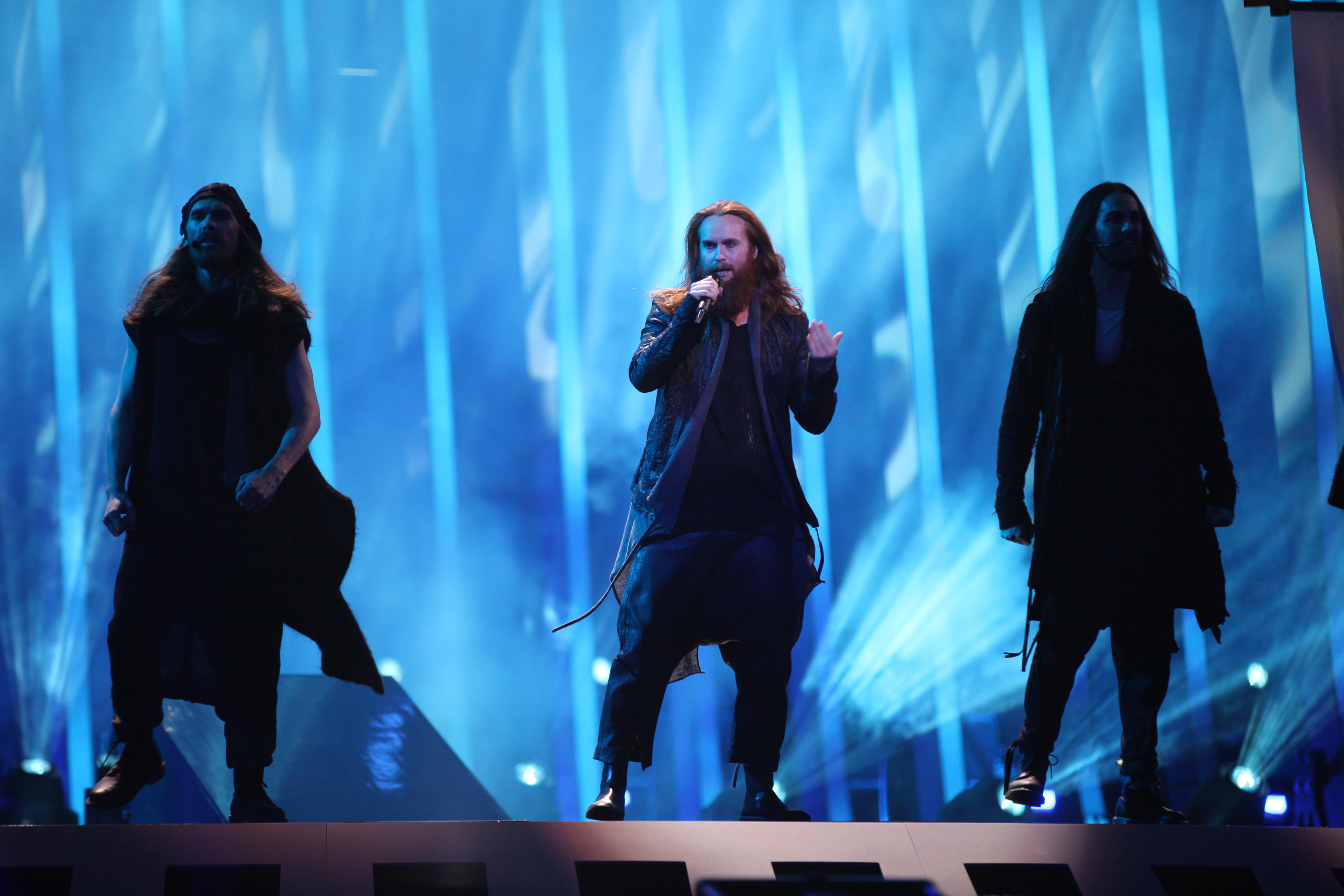
Rasmussen em Lisboa (2018)
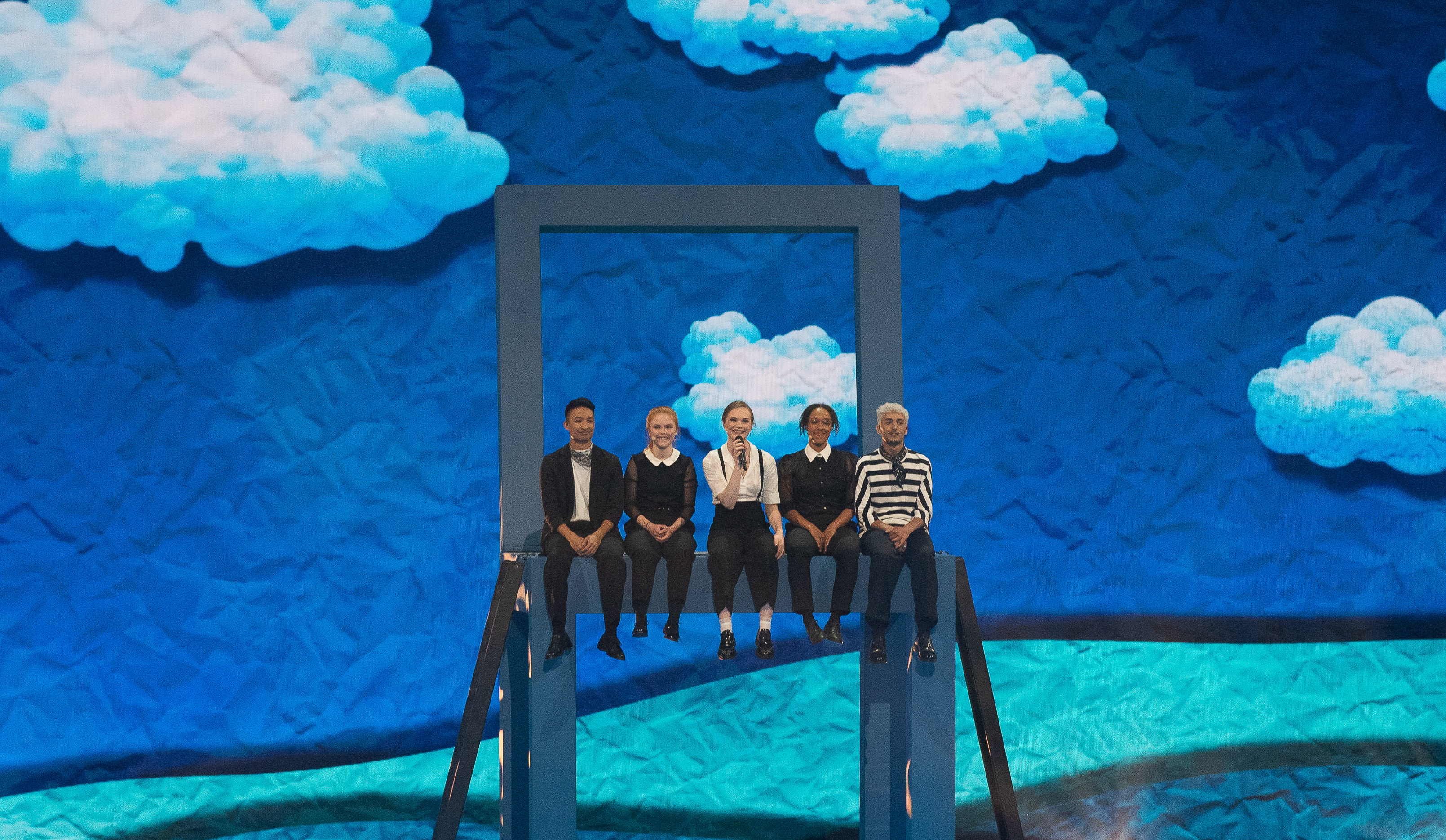
Leonora em Tel Aviv (2019)

## Participações
Legenda
     Vencedor
     2.º lugar
     3.º lugar
     Pontuação Nula ("Null Points")/Último Lugar
     Melhor classificação (fora do top 3)
     Qualificação para a final (fora do top 3)
     País-anfitrião
     Desclassificado
| #                                | Ano             | Artista                        | Canção                                                                 | Língua                               | Final                    | Pontos                   | Semi                        | Pontos                      |
| -------------------------------- | --------------- | ------------------------------ | ---------------------------------------------------------------------- | ------------------------------------ | ------------------------ | ------------------------ | --------------------------- | --------------------------- |
| 1º                               | Frankfurt 1957  | Birthe Wilke & Gustav Winckler | "Skibet Skal Sejle I Nat" O barco vai partir esta noite                | Dinamarquês                          | 3º                       | 10                       | Sem semi-finais             | Sem semi-finais             |
| 2º                               | Hilversum 1958  | Raquel Rastenni                | "Jeg rev et blad ud af min dagbog" Eu rasguei uma página do meu diário | Dinamarquês                          | 8º                       | 3                        | Sem semi-finais             | Sem semi-finais             |
| 3º                               | Cannes 1959     | Birthe Wilke                   | "Uh, jeg ville ønske jeg var dig" Oh, quem me dera ser tu              | Dinamarquês                          | 5º                       | 12                       | Sem semi-finais             | Sem semi-finais             |
| 4º                               | Londres 1960    | Katy Bødtger                   | "Det var en yndig tid" Foi Um Tempo Amoroso                            | Dinamarquês                          | 10º                      | 4                        | Sem semi-finais             | Sem semi-finais             |
| 5º                               | Cannes 1961     | Dario Campeotto                | "Angelique"                                                            | Dinamarquês                          | 5º                       | 12                       | Sem semi-finais             | Sem semi-finais             |
| 6º                               | Luxemburgo 1962 | Ellen Winther                  | "Vuggevise" Canção de embalar                                          | Dinamarquês                          | 10º                      | 2                        | Sem semi-finais             | Sem semi-finais             |
| 7º                               | Londres 1963    | Grethe & Jørgen Ingmann        | "Dansevise" Balada de dança                                            | Dinamarquês                          | 1º                       | 42                       | Sem semi-finais             | Sem semi-finais             |
| 8º                               | Copenhaga 1964  | Bjørn Tidmand                  | "Sangen om dig" A Canção sobre Ti                                      | Dinamarquês                          | 9º                       | 4                        | Sem semi-finais             | Sem semi-finais             |
| 9º                               | Nápoles 1965    | Birgit Brüel                   | "For din skyld" Por atenção a ti                                       | Dinamarquês                          | 7º                       | 10                       | Sem semi-finais             | Sem semi-finais             |
| 10º                              | Luxemburgo 1966 | Ulla Pia                       | "Stop - mens legen er go'" Pára - enquanto o caminho é bom             | Dinamarquês                          | 14º                      | 4                        | Sem semi-finais             | Sem semi-finais             |
| Não participou entre 1967 e 1977 |                 |                                |                                                                        |                                      |                          |                          | Sem semi-finais             | Sem semi-finais             |
| 11º                              | Paris 1978      | Mabel                          | "Boom Boom"                                                            | Dinamarquês                          | 16º                      | 13                       | Sem semi-finais             | Sem semi-finais             |
| 12º                              | Jerusalém 1979  | Tommy Seebach                  | "Disco Tango"                                                          | Dinamarquês                          | 6º                       | 76                       | Sem semi-finais             | Sem semi-finais             |
| 13º                              | Haia 1980       | Bamses Venner                  | "Tænker altid på dig" A Pensar sempre em ti                            | Dinamarquês                          | 14º                      | 25                       | Sem semi-finais             | Sem semi-finais             |
| 14º                              | Dublin 1981     | Debbie Cameron e Tommy Seebach | "Krøller eller ej" Encaracolado ou não                                 | Dinamarquês                          | 11º                      | 41                       | Sem semi-finais             | Sem semi-finais             |
| 15º                              | Harrogate 1982  | Brixx                          | "Video, Video"                                                         | Dinamarquês                          | 17º                      | 5                        | Sem semi-finais             | Sem semi-finais             |
| 16º                              | Munique 1983    | Gry Johansen                   | "Kloden drejer" O planeta gira                                         | Dinamarquês                          | 17º                      | 16                       | Sem semi-finais             | Sem semi-finais             |
| 17º                              | Luxemburgo 1984 | Hot Eyes                       | "Det' lige det" É justamente isso                                      | Dinamarquês                          | 4º                       | 101                      | Sem semi-finais             | Sem semi-finais             |
| 18º                              | Gotemburgo 1985 | Hot Eyes                       | "Sku' du spørg' fra no'en?" Que tens com isso?                         | Dinamarquês                          | 11º                      | 41                       | Sem semi-finais             | Sem semi-finais             |
| 19º                              | Bergen 1986     | Lise Haavik                    | "Du er fuld af løgn" Tu estás cheio de mentiras                        | Dinamarquês                          | 6º                       | 77                       | Sem semi-finais             | Sem semi-finais             |
| 20º                              | Bruxelas 1987   | Anne-Cathrine Herdorf & Bandjo | "En lille melodi" Uma pequena melodia                                  | Dinamarquês                          | 5º                       | 83                       | Sem semi-finais             | Sem semi-finais             |
| 21º                              | Dublin 1988     | Hot Eyes                       | "Ka' du se hva' jeg sa'?" Vês o que eu dizia?                          | Dinamarquês                          | 3º                       | 92                       | Sem semi-finais             | Sem semi-finais             |
| 22º                              | Lausanne 1989   | Birthe Kjær                    | "Vi maler byen rød" Nós pintamos a cidade de vermelho                  | Dinamarquês                          | 3º                       | 111                      | Sem semi-finais             | Sem semi-finais             |
| 23º                              | Zagreb 1990     | Lonnie Devantier               | "Hallo Hallo"                                                          | Dinamarquês                          | 8º                       | 64                       | Sem semi-finais             | Sem semi-finais             |
| 24º                              | Roma 1991       | Anders Frandsen                | "Lige der hvor hjertet slår" Onde o coração bate                       | Dinamarquês                          | 19º                      | 8                        | Sem semi-finais             | Sem semi-finais             |
| 25º                              | Malmö 1992      | Kenny Lübcke & Lotte Nilsson   | "Alt det som ingen ser" Todas as coisas que ninguém vê                 | Dinamarquês                          | 12º                      | 47                       | Sem semi-finais             | Sem semi-finais             |
| 26º                              | Millstreet 1993 | Tommy Seebach Band             | "Under stjernerne på himlen" Debaixo das estrelas do céu               | Dinamarquês                          | 23º                      | 9                        | Kvalifikacija za Millstreet | Kvalifikacija za Millstreet |
|                                  | Dublin 1994     | Não participou                 | Não participou                                                         | Não participou                       | Não participou           | Não participou           | Sem semi-finais             | Sem semi-finais             |
| 27º                              | Dublin 1995     | Aud Wilken                     | "Fra Mols til Skagen" De Mols a Skagen                                 | Dinamarquês                          | 5º                       | 92                       | Sem semi-finais             | Sem semi-finais             |
|                                  | Oslo 1996       | Dorthe Andersen & Martin Loft  | "Kun med dig" Só com você                                              | Dinamarquês                          | Não se qualificou        | Não se qualificou        | 25º                         | 22                          |
| 28º                              | Dublin 1997     | Kølig Kaj                      | "Stemmen i mit liv" A voz da minha vida                                | Dinamarquês                          | 16º                      | 25                       | Sem semi-finais             | Sem semi-finais             |
|                                  | Birmingham 1998 | Não participou                 | Não participou                                                         | Não participou                       | Não participou           | Não participou           | Sem semi-finais             | Sem semi-finais             |
| 29º                              | Jerusalém 1999  | Trine Jepsen & Michael Teschl  | "This Time I Mean It" Desta vez digo a sério                           | Inglês                               | 9º                       | 71                       | Sem semi-finais             | Sem semi-finais             |
| 30º                              | Estocolmo 2000  | Olsen Brothers                 | "Fly on the Wings of Love" Voa nas asas do amor                        | Inglês                               | 1º                       | 195                      | Sem semi-finais             | Sem semi-finais             |
| 31º                              | Copenhaga 2001  | Rollo & King                   | "Never Ever Let You Go" Nunca deixar-te-ei partir                      | Inglês                               | 2º                       | 177                      | Sem semi-finais             | Sem semi-finais             |
| 32º                              | Tallinn 2002    | Malene                         | "Tell Me Who You Are" Diz-me quem és                                   | Inglês                               | 24º                      | 7                        | Sem semi-finais             | Sem semi-finais             |
|                                  | Riga 2003       | Não participou                 | Não participou                                                         | Não participou                       | Não participou           | Não participou           | Sem semi-finais             | Sem semi-finais             |
| 33º                              | Istambul 2004   | Tomas Thordarson               | "Shame On You" Tem vergonha                                            | Inglês                               | Não se qualificou        | Não se qualificou        | 13º                         | 56                          |
| 34º                              | Kiev 2005       | Jakob Sveistrup                | "Talking to You" A falar para ti                                       | Inglês                               | 10º                      | 125                      | 3º                          | 185                         |
| 35º                              | Atenas 2006     | Sidsel Ben Semmane             | "Twist of Love" Twist do amor                                          | Inglês                               | 18º                      | 26                       | Top 11 no ano anterior      | Top 11 no ano anterior      |
| 36º                              | Helsínquia 2007 | DQ                             | "Drama queen" Rainha do drama                                          | Inglês                               | Não se qualificou        | Não se qualificou        | 19º                         | 45                          |
| 37º                              | Belgrado 2008   | Simon Mathew                   | "All Night Long" Pela Noite Dentro                                     | Inglês                               | 15º                      | 60                       | 3º                          | 112                         |
| 38º                              | Moscovo 2009    | Niels Brinck                   | "Believe Again" Acredita Outra Vez                                     | Inglês                               | 13º                      | 74                       | 8º                          | 69                          |
| 39º                              | Oslo 2010       | Chanée & N'evergreen           | "In a Moment Like This" Num momento como este                          | Inglês                               | 4º                       | 149                      | 5º                          | 101                         |
| 40º                              | Düsseldorf 2011 | A Friend in London             | "New Tomorrow" Novo Amanhã                                             | Inglês                               | 5º                       | 134                      | 2º                          | 135                         |
| 41º                              | Baku 2012       | Soluna Samay                   | "Should've Known Better" Deveria ter conhecido melhor                  | Inglês                               | 23º                      | 21                       | 9º                          | 63                          |
| 42º                              | Malmö 2013      | Emmelie de Forest              | "Only Teardrops" Apenas lágrimas                                       | Inglês                               | 1º                       | 281                      | 1º                          | 167                         |
| 43º                              | Copenhaga 2014  | Basim                          | "Cliché Love Song" Canção de amor clichê                               | Inglês                               | 9º                       | 74                       | País anfitrião              | País anfitrião              |
| 44º                              | Viena 2015      | Anti Social Media              | "The Way You Are" A tua forma de ser                                   | Inglês                               | Não se qualificou        | Não se qualificou        | 13º                         | 33                          |
| 45º                              | Estocolmo 2016  | Lighthouse X                   | "Soldiers of Love" Soldados de amor                                    | Inglês                               | Não se qualificou        | Não se qualificou        | 17º                         | 34                          |
| 46º                              | Kiev 2017       | Anja Nissen                    | "Where I Am" Onde estou                                                | Inglês                               | 20º                      | 77                       | 10º                         | 101                         |
| 47º                              | Lisboa 2018     | Rasmussen                      | "Higher Ground" Solo mais elevado                                      | Inglês & Islandês                    | 9º                       | 226                      | 5º                          | 204                         |
| 48º                              | Tel Aviv 2019   | Leonora                        | "Love Is Forever" Amor é para sempre                                   | Inglês, Francês, Dinamarquês, Alemão | 12º                      | 120                      | 10º                         | 94                          |
|                                  | Roterdão 2020   | Ben & Tan                      | "Yes" Sim                                                              | Inglês                               | A edição não se realizou | A edição não se realizou | A edição não se realizou    | A edição não se realizou    |
| 49º                              | Roterdão 2021   | Fyr og Flamme                  | "Øve os på hinanden" Pratique um no outro                              | Dinamarquês                          | Não se qualificou        | Não se qualificou        | 11º                         | 89                          |
| 50º                              | Turim 2022      | Reddi                          | "The Show" O espetáculo                                                | Inglês                               | Não se qualificou        | Não se qualificou        | 13º                         | 55                          |
| 51º                              | Liverpool 2023  | Reiley                         | "Breaking My Heart" A partir-me o coração                              | Inglês                               | Não se qualificou        | Não se qualificou        | 14º                         | 6                           |
| 52º                              | Malmö 2024      | Saba                           | "Sand" Areia                                                           | Inglês                               | Não se qualificou        | Não se qualificou        | 12º                         | 36                          |
| 53º                              | Basileia 2025   | Sissal                         | "Hallucination" Alucinação                                             | Inglês                               | 23º                      | 47                       | 8º                          | 61                          |

| Ano             | Artista              | Canção                   | Final             | Final             | Final             | Final             | Final             | Final             | Semi            | Semi            | Semi            | Semi            | Semi           | Semi           |
| Ano             | Artista              | Canção                   | Tlv.              | Pontos            | Júri              | Pontos            | Cl.               | Pontos            | Tlv.            | Pontos          | Júri            | Pontos          | Cl.            | Pontos         |
| --------------- | -------------------- | ------------------------ | ----------------- | ----------------- | ----------------- | ----------------- | ----------------- | ----------------- | --------------- | --------------- | --------------- | --------------- | -------------- | -------------- |
| Moscovo 2009    | Niels Brinck         | "Believe Again"          | 19º               | 40                | 6º                | 120               | 13º               | 74                | Apenas televoto | Apenas televoto | Apenas televoto | Apenas televoto | 8º             | 69             |
| Oslo 2010       | Chanée & N'evergreen | "In a Moment Like This"  | 3º                | 174               | 7º                | 121               | 4º                | 149               | 4º              | 106             | 7º              | 83              | 5º             | 101            |
| Düsseldorf 2011 | A Friend in London   | "New Tomorrow"           | 18º               | 61                | 3º                | 168               | 5º                | 134               | 4º              | 115             | 2º              | 129             | 2º             | 135            |
| Baku 2012       | Soluna Samay         | "Should've Known Better" | 23º               | 18                | 21º               | 51                | 23º               | 21                | 9º              | 53              | 6º              | 81              | 9º             | 63             |
| Malmö 2013      | Emmelie de Forest    | "Only Teardrops"         | 1º                | 4.97              | 1º                | 6.23              | 1º                | 281               | 1º              | 3.33            | 1º              | 3.58            | 1º             | 167            |
| Copenhaga 2014  | Basim                | "Cliché Love Song"       | 13º               | 43                | 10º               | 85                | 9º                | 74                | País anfitrião  | País anfitrião  | País anfitrião  | País anfitrião  | País anfitrião | País anfitrião |
| Viena 2015      | Anti Social Media    | "The Way You Are"        | Não se qualificou | Não se qualificou | Não se qualificou | Não se qualificou | Não se qualificou | Não se qualificou | 14º             | 23              | 11º             | 58              | 13º            | 33             |
| Estocolmo 2016  | Lighthouse X         | "Soldiers of Love"       | Não se qualificou | Não se qualificou | Não se qualificou | Não se qualificou | Não se qualificou | Não se qualificou | 15º             | 24              | 17º             | 10              | 17º            | 34             |
| Kiev 2017       | Anja Nissen          | "Where I Am"             | 21º               | 8                 | 13º               | 69                | 20º               | 77                | 16º             | 5               | 5º              | 96              | 10º            | 101            |
| Lisboa 2018     | Rasmussen            | "Higher Ground"          | 5º                | 188               | 20º               | 38                | 9º                | 226               | 1º              | 164             | 12º             | 40              | 5º             | 204            |
| Tel Aviv 2019   | Leonora              | "Love Is Forever"        | 15º               | 51                | 12º               | 69                | 12º               | 120               | 11º             | 41              | 9º              | 53              | 10º            | 94             |
| Roterdão 2021   | Fyr og Flamme        | "Øve os på hinanden"     | Não se qualificou | Não se qualificou | Não se qualificou | Não se qualificou | Não se qualificou | Não se qualificou | 7º              | 80              | 15º             | 9               | 11º            | 89             |
| Turim 2022      | Reddi                | "The Show"               | Não se qualificou | Não se qualificou | Não se qualificou | Não se qualificou | Não se qualificou | Não se qualificou | 13º             | 20              | 12º             | 35              | 13º            | 55             |
| Liverpool 2023  | Reiley               | "Breaking My Heart"      | Não se qualificou | Não se qualificou | Não se qualificou | Não se qualificou | Não se qualificou | Não se qualificou | Apenas televoto | Apenas televoto | Apenas televoto | Apenas televoto | 14º            | 6              |
| Malmö 2024      | Saba                 | "Sand"                   | Não se qualificou | Não se qualificou | Não se qualificou | Não se qualificou | Não se qualificou | Não se qualificou | Apenas televoto | Apenas televoto | Apenas televoto | Apenas televoto | 12º            | 36             |
| Basileia 2025   | Sissal               | "Hallucination"          | 22º               | 2                 | 17º               | 45                | 23º               | 47                | Apenas televoto | Apenas televoto | Apenas televoto | Apenas televoto | 8º             | 61             |

## Apresentadores

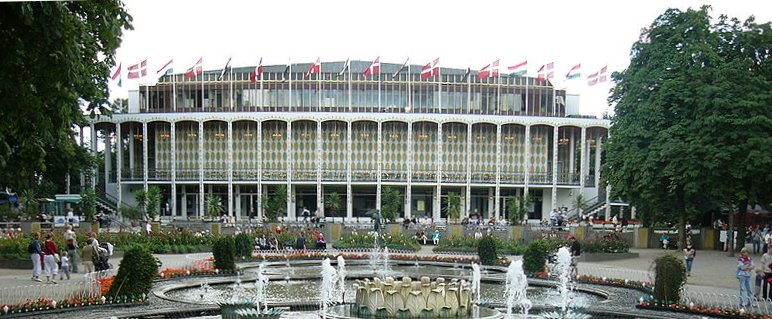
Tivolis Koncertsal em Copenhaga, sede do 1964
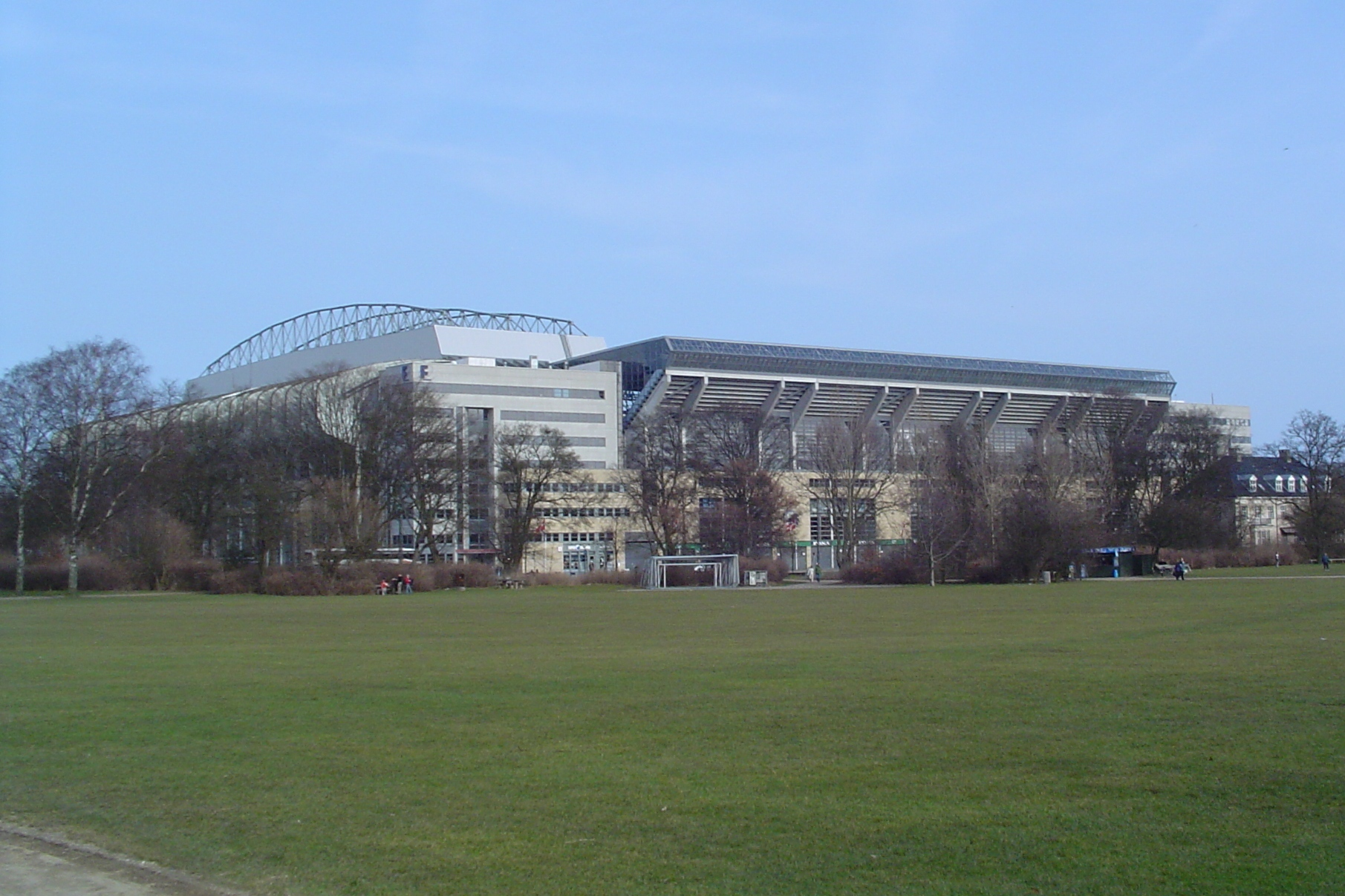
Estádio Parken em Copenhaga, sede do 2001
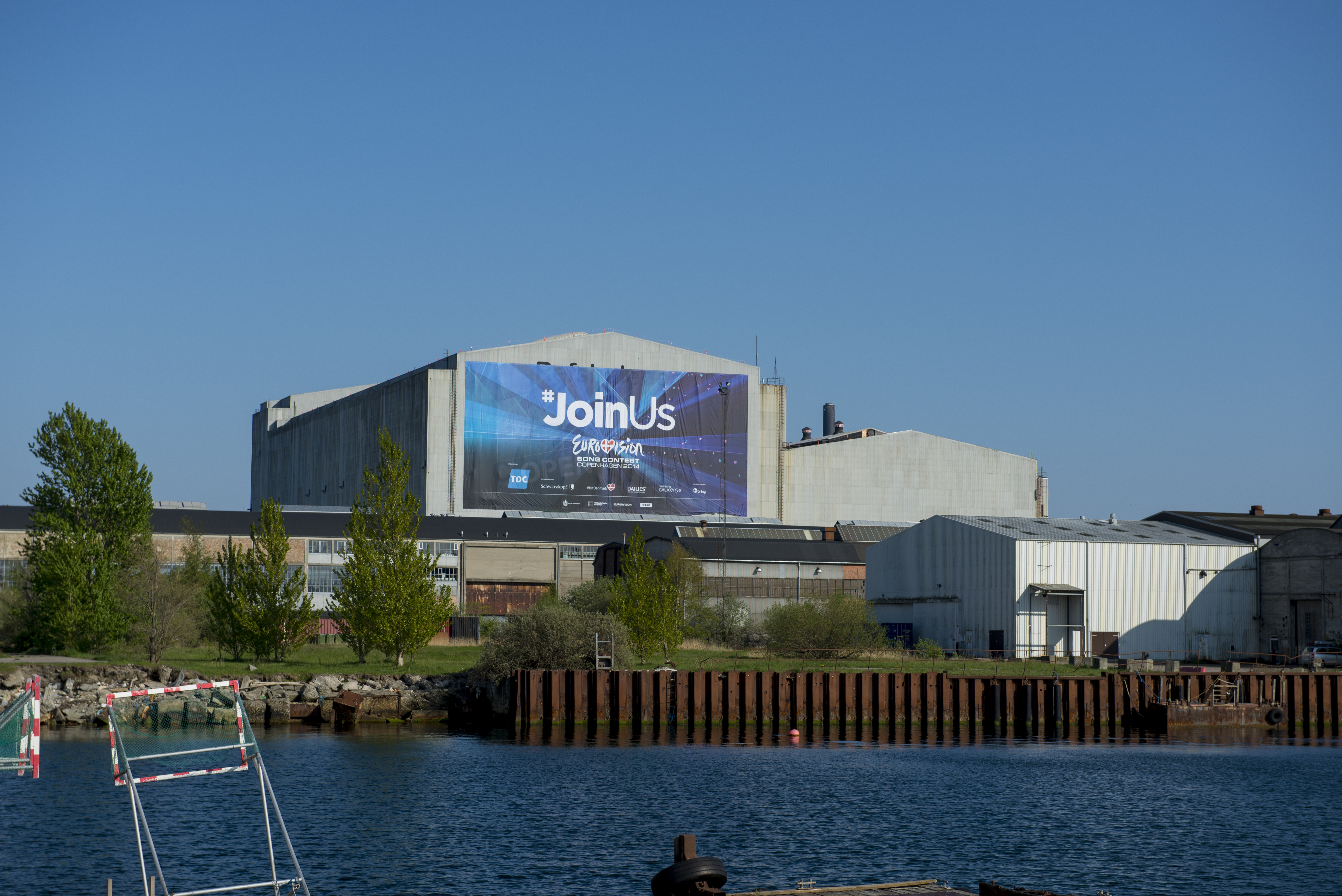
B&W Hallerne em Copenhaga, sede do 2014

| Ano  | Local     | Local              | Apresentador(es)                         |
| ---- | --------- | ------------------ | ---------------------------------------- |
| 1964 | Copenhaga | Tivolis Koncertsal | Lotte Wæver                              |
| 2001 | Copenhaga | Estádio Parken     | Natasja Crone Back e Søren Pilmark       |
| 2014 | Copenhaga | B&W Hallerne       | Lise Rønne, Nikolaj Koppel e Pilou Asbæk |

### Congratulations: 50 Anos do Festival Eurovisão da Canção

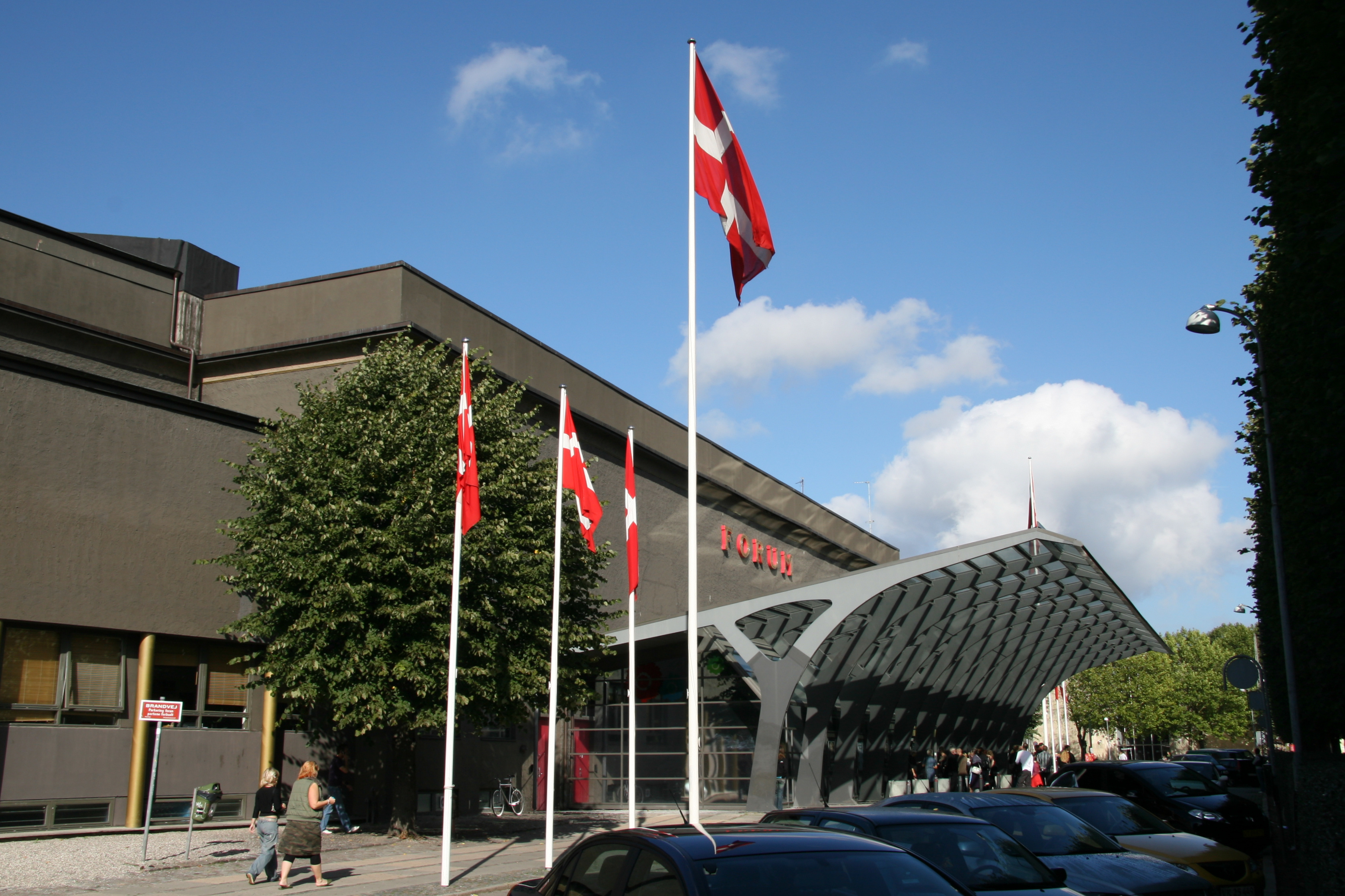
Forum Copenhagen em Copenhaga, sede do 2014

| Ano  | Local     | Local            | Apresentador(es)                   |
| ---- | --------- | ---------------- | ---------------------------------- |
| 2005 | Copenhaga | Forum Copenhagen | Katrina Leskanich e Renārs Kaupers |

## Comentadores e porta-vozes
| Ano(s) | Comentador televisivo                   | Porta-voz           |
| ------ | --------------------------------------- | ------------------- |
| 1956   | Gunnar "Nu" Hansen                      | Não participou      |
| 1957   | Gunnar "Nu" Hansen                      | Svend Pedersen      |
| 1958   | Gunnar "Nu" Hansen                      | Svend Pedersen      |
| 1959   | Sejr Volmer-Sørensen                    | Svend Pedersen      |
| 1960   | Sejr Volmer-Sørensen                    | Svend Pedersen      |
| 1961   | Sejr Volmer-Sørensen                    | Ole Mortensen       |
| 1962   | Skat Nørrevig                           | Ole Mortensen       |
| 1963   | Ole Mortensen                           | TBC                 |
| 1964   | Sem comentador                          | Pedro Biker         |
| 1965   | Skat Nørrevig                           | Claus Toksvig       |
| 1966   | Skat Nørrevig                           | Claus Toksvig       |
| 1967   | Sem transmissão                         | Não participou      |
| 1968   | Sem transmissão                         | Não participou      |
| 1969   | Sem transmissão                         | Não participou      |
| 1970   | Sem transmissão                         | Não participou      |
| 1971   | Sem transmissão                         | Não participou      |
| 1972   | Sem transmissão                         | Não participou      |
| 1973   | Sem transmissão                         | Não participou      |
| 1974   | Claus Toksvig                           | Não participou      |
| 1975   | Claus Toksvig                           | Não participou      |
| 1976   | Claus Toksvig                           | Não participou      |
| 1977   | Claus Toksvig                           | Não participou      |
| 1978   | Jørgen de Mylius                        | Bent Henius         |
| 1979   | Jørgen de Mylius                        | Bent Henius         |
| 1980   | Jørgen de Mylius                        | Bent Henius         |
| 1981   | Jørgen de Mylius                        | Bent Henius         |
| 1982   | Jørgen de Mylius                        | Hans Otto Bisgaard  |
| 1983   | Jørgen de Mylius                        | Bent Henius         |
| 1984   | Jørgen de Mylius                        | Bent Henius         |
| 1985   | Jørgen de Mylius                        | Bent Henius         |
| 1986   | Jørgen de Mylius                        | Bent Henius         |
| 1987   | Jørgen de Mylius                        | Bent Henius         |
| 1988   | Jørgen de Mylius                        | Bent Henius         |
| 1989   | Jørgen de Mylius                        | Bent Henius         |
| 1990   | Jørgen de Mylius                        | Bent Henius         |
| 1991   | Camilla Miehe-Renard                    | Bent Henius         |
| 1992   | Jørgen de Mylius                        | Bent Henius         |
| 1993   | Jørgen de Mylius                        | Bent Henius         |
| 1994   | Jørgen de Mylius                        | Não participou      |
| 1995   | Jørgen de Mylius                        | Bent Henius         |
| 1996   | Jørgen de Mylius                        | Não participou      |
| 1997   | Hans Otto Bisgaard                      | Bent Henius         |
| 1998   | Keld Heick                              | Não participou      |
| 1999   | Keld Heick                              | Kirsten Siggaard    |
| 2000   | Keld Heick                              | Michael Teschl      |
| 2001   | Hans Otto Bisgaard e Hilda Heick        | Gry Johansen        |
| 2002   | Keld Heick                              | Signe Svendsen      |
| 2003   | Jørgen de Mylius                        | Não participou      |
| 2004   | Jørgen de Mylius                        | Camilla Ottesen     |
| 2005   | Jørgen de Mylius                        | Gry Johansen        |
| 2006   | Mads Vangsø and Adam Duvå Hall          | Jørgen de Mylius    |
| 2007   | Søren Nystrøm Rasted and Adam Duvå Hall | Susanne Georgi      |
| 2008   | Nicolaj Molbech                         | Maria Montell       |
| 2009   | Nicolaj Molbech                         | Felix Smith         |
| 2010   | Nicolaj Molbech                         | Bryan Rice          |
| 2011   | Ole Tøpholm                             | Lise Rønne          |
| 2012   | Ole Tøpholm                             | Louise Wolff        |
| 2013   | Ole Tøpholm                             | Sofie Lassen-Kahlke |
| 2014   | Ole Tøpholm                             | Sofie Lassen-Kahlke |
| 2015   | Ole Tøpholm                             | Basim               |
| 2016   | Ole Tøpholm                             | Ulla Essendrop      |
| 2017   | Ole Tøpholm                             | Ulla Essendrop      |

## Maestros
| Ano(s)  | Maestro                            |
| ------- | ---------------------------------- |
| 1957    | Kai Mortensen                      |
| 1958    | Kai Mortensen                      |
| 1959    | Kai Mortensen                      |
| 1960    | Kai Mortensen                      |
| 1961    | Kai Mortensen                      |
| 1962    | Kai Mortensen                      |
| 1963    | Kai Mortensen                      |
| 1964    | Kai Mortensen                      |
| 1965    | Arne Lamberth                      |
| 1966    | Arne Lamberth                      |
| 1967    | Não participou                     |
| 1968    | Não participou                     |
| 1969    | Não participou                     |
| 1970    | Não participou                     |
| 1971    | Não participou                     |
| 1972    | Não participou                     |
| 1973    | Não participou                     |
| 1974    | Não participou                     |
| 1975    | Não participou                     |
| 1976    | Não participou                     |
| 1977    | Não participou                     |
| 1978    | Helmer Olsen                       |
| 1979    | Allan Botchinsky                   |
| 1980    | Allan Botchinsky                   |
| 1981    | Allan Botchinsky                   |
| 1982    | Allan Botchinsky                   |
| 1983    | Allan Botchinsky                   |
| 1984    | Henrik Krogsgård                   |
| 1985    | Wolfgang Käfer                     |
| 1986    | Egil Monn-Iversen                  |
| 1987    | Henrik Krogsgård                   |
| 1988    | Henrik Krogsgård                   |
| 1989(a) | Henrik Krogsgård                   |
| 1989(a) | Benoît Kaufman (maestro afintrião) |
| 1990    | Henrik Krogsgård                   |
| 1991    | Henrik Krogsgård                   |
| 1992    | Henrik Krogsgård                   |
| 1993    | George Keller                      |
| 1994    | Não participou                     |
| 1995    | Frede Ewert                        |
| 1996    | Não se qualificou para a final     |
| 1997    | Jan Glæsel                         |
| 1998    | Não participou                     |

Notas:
↑(a)  Henrik Krogsgård dirigiu a orquestra apenas metade da música, antes de se juntar a Birthe Kjær no palco. Benoît Kaufman, que era o maestro do país anfitrião, substitui Krogsgård e dirigiu a orquestra até ao final da música. Foi a única vez na história em que uma canção teve dois maestros.

### Maestros anfitriões
| Ano(s) | Maestro       |
| ------ | ------------- |
| 1964   | Kai Mortensen |

## Historial de votação
| Dinamarca deu mais pontos a: | Dinamarca deu mais pontos a: | Dinamarca deu mais pontos a: |
| Rank                         | País                         | Pontos                       |
| ---------------------------- | ---------------------------- | ---------------------------- |
| 1                            | Suécia                       | 374                          |
| 2                            | Noruega                      | 214                          |
| 3                            | Irlanda                      | 183                          |
| 4                            | Alemanha                     | 161                          |
| 5                            | Islândia                     | 157                          |

| Dinamarca recebeu mais pontos de: | Dinamarca recebeu mais pontos de: | Dinamarca recebeu mais pontos de: |
| Rank                              | País                              | Pontos                            |
| --------------------------------- | --------------------------------- | --------------------------------- |
| 1                                 | Suécia                            | 264                               |
| 2                                 | Noruega                           | 263                               |
| 3                                 | Islândia                          | 232                               |
| 4                                 | Irlanda                           | 188                               |
| 5                                 | Países Baixos                     | 179                               |

## Vencedores pelos membros da OGAE
| Ano  | Canção                  | Artista(s)           | Resultado final | Pontos | Anfitrião |
| ---- | ----------------------- | -------------------- | --------------- | ------ | --------- |
| 2010 | "In a Moment Like This" | Chanée e N'evergreen | 4º              | 149    | Oslo      |
| 2013 | "Only Teardrops"        | Emmelie de Forest    | 1º              | 281    | Malmö     |

## Congratulations: 50 Anos do Festival Eurovisão da Canção
Legenda
     Vencedor
     2.º lugar
     3.º lugar
     Pontuação Nula ("Null Points")/Último Lugar
     Melhor classificação (fora do top 3)
     Qualificação para a final (fora do top 3)
     País-anfitrião
     Desclassificado
| Ano  | Artista(s)     | Língua | Canção                     | Final             | Pontos            | Semi | Pontos | Classificação (200) | Pontos (2000) |
| ---- | -------------- | ------ | -------------------------- | ----------------- | ----------------- | ---- | ------ | ------------------- | ------------- |
| 2000 | Olsen Brothers | Inglês | "Fly on the Wings of Love" | Não se qualificou | Não se qualificou | 6º   | 111    | 1º                  | 195           |